# Eleccions a Luxemburg
Les eleccions a Luxemburg es realitzen per determinar la composició política de les institucions representatives del Gran Ducat de Luxemburg. Luxemburg és una democràcia liberal, amb sufragi universal garantit per la Constitució. Les eleccions se celebren amb regularitat, i es considera que són justes i lliures.
Altres eleccions separades s'organitzen per escollir representants a les comunes de Luxemburg a nivell nacional i europeu. La principal institució per a la que s'elegeixen els membres és la Cambra de Diputats, la legislatura nacional i l'única font de confiança, i oferta del govern. Luxemburg està representat per sis diputats al Parlament Europeu, que són elegits de manera simultània amb les eleccions celebrades en altres estats membres de la Unió Europea.
El país compta amb un sistema multipartidista, tradicionalment definit per l'existència de tres grans partits polítics: el Partit Popular Social Cristià (CSV), el Partit Democràtic (DP), i el Partit Socialista dels Treballadors (LSAP). Històricament, els tres partits han guanyat, entre ells tres, una gran majoria dels vots, però el seu percentatge total ha caigut recentment, de tal manera que d'altres dos partits addicionals, Els Verds i el Partit Reformista d'Alternativa Democràtica (ADR) se n'han registrat més de 9% dels vots en cada una de les dues últimes eleccions legislatives. El CSV -i el seu predecessor el Partit de la Dreta- han proporcionat el primer ministre, durant anys des de 1918, ja que sempre han estat el partit majoritari de la legislatura. En aquest sentit, Luxemburg té unes certes característiques d'un sistema de partit dominant, encara que els governs de coalició són la norma.